# Путешествие товарища Сталина в Африку
«Путеше́ствие това́рища Ста́лина в А́фрику» (груз. ამხანაგ სტალინის მოგზაურობა აფრიკაში) — художественный фильм, снятый в 1991 году на киностудии «Грузия-фильм».

## Сюжет
Когда зимой 1953 года здоровье Сталина сильно пошатнулось, «наверху» решили найти ему двойника, чтобы тот мог присутствовать на митингах и парадах. Им стал провинциальный и богобоязненный грузинский еврей Моисей Пичхадзе, который живёт в Боржоми и работает на стекольном заводе. Его поселили в пустом доме в горах и стали с ним «работать». Но когда вождь умер, двойник стал опасен — ведь ему пришлось узнать то, чего он не должен был знать. Так ещё один гражданин СССР пропал без вести.

## В ролях
| Актёр                 | Роль                                     |
| --------------------- | ---------------------------------------- |
| Рамаз Чхиквадзе       | Сталин / Пичхадзе                        |
| Жанри Лолашвили       | Илья Ильич Гоголадзе                     |
| Зураб Кипшидзе        | Исмаилов (также читает закадровый текст) |
| Сосо Лагидзе          | шофёр                                    |
| Елена Костина         | Соня                                     |
| Григорас Карантинакис | кинооператор                             |
| Рамаз Гиоргобиани     | лейтенант НКВД                           |
| Баадур Цуладзе        | участник хора (в титрах не указан)       |

Фильм снят в Нью-Йорке и Боржоми (в кадрах видны железнодорожная станция Боржоми-Грузовая, а также парк дворца Романовых в Ликани и мост через Куру, находящийся на территории императорского имения).

## История создания
По словам Ираклия Квирикадзе, «фильм делался совершенно без сценария. Я написал во Франции сценарий, назывался „Розовощёкий Дон-Жуан плачет“. В моей фильмографии ошибочно указано, что по нему снят фильм. Сценарий получил приз, был утверждён для постановки, французы выделили деньги, главным героем должен был быть Жан-Луи Трентиньян. Съёмочная группа приехала в Тбилиси подбирать натуру, и тут случилась война со Звиадом Гамсахурдией. По Тбилиси ездили танки, стреляли пушки, и французы уехали. Мы уверяли французов, что никакой опасности нету, что мы снимаем не в Тбилиси, а в провинции. Трентиньян все равно хотел поехать, говорил: „Мне плевать, я люблю эту историю, этот сценарий“. Но французские спонсоры закрыли свои банковские счёта и вышли из игры, ссылаясь на форс-мажор. А у нас были пошиты костюмы, были выбраны места для съёмок, подобраны актёры, и в Грузию уже перевели около 150 тысяч долларов, на которые французы не претендовали. И у меня на волне раздражения родилась идея. Я сказал: „Давайте я за несколько дней напишу совсем другую историю, учитывая те объекты и костюмы, которые у нас есть. Давайте просто поедем и поснимаем“. На студии, конечно, какие-то деньги уже распилили. Мы поехали. Фильм — полная импровизация на съёмочной площадке с актёрами, которые изначально должны были играть совершенно другие роли. Получился непонятный микст: что-то из старого, что-то из нового. Я так люблю монтаж, что у меня было желание снять фильм, как будто бы он не смонтирован. Поэтому там повторяются дубли, специально сделаны плохие склейки. Такая поэтика несмонтированного кино».

## Рецензии
По мнению Марка Зака, фильм «далёк не только от классического уровня, но, кажется, от необходимого профессионализма».
Даже через много лет после выхода фильма на экраны он продолжает упоминаться в специализированной литературе.